# Nenewtonská tekutina
Nenewtonské látky (nelineárně viskózní látky) jsou takové látky, u kterých není rychlost deformace úměrná napětí. Neplatí tedy Newtonův zákon viskozity.
Chování dané nenewtonské látky je určeno tehdy, je-li známá závislost
{\displaystyle D=D(\tau ),}
tzn. závislost rychlosti deformace {\displaystyle D} na napětí {\displaystyle \tau }. Chování látky lze určit také z inverzního vztahu, tzn. {\displaystyle \tau =\tau (D)}. Tyto závislosti se nazývají rovnicemi toku dané látky.
Pro přibližný popis chování nenewtonovských látek lze použít různé rovnice toku, např. rovnici Ostwaldovu-de Waeleovu
{\displaystyle D={\frac {\tau ^{n}}{2\eta ^{\star }}}.}
Pro {\displaystyle n=1} se jedná o rovnici newtonské látky a {\displaystyle \eta ^{\star }} vyjadřuje (v tomto případě) viskozitu. Avšak pro {\displaystyle n\neq 1} má {\displaystyle \eta ^{\star }} jiný fyzikální rozměr než viskozita {\displaystyle \eta }. V takovém případě již k popisu chování látky nestačí pouze viskozita, ale potřeba určit další veličiny (materiálové konstanty).
Použitím tohoto vztahu lze popsat reologické vlastnosti některých jednoduchých nelineárně viskózních látek.
Rychlost deformace nemusí záviset pouze na napětí, ale také na době, po kterou napětí působí. Pokud se rychlost deformace s dobou působení stálého napětí zvětšuje, pak hovoří se o tixotropní látce. Jestliže se s dobou působení napětí rychlost deformace zmenšuje, hovoří se o reopexní látce.
Model nenewtonské látky je vhodný především k popisu tekutin, resp. kapalin – hovoří se pak o nenewtonské tekutině, popř. o nenewtonské kapalině.
Krev je jedním z příkladů nenewtonovské kapaliny. Separovaná krevní plasma ovšem newtonovskou kapalinou je.

## Rozdělení
- zobecněné newtonské tekutiny – napětí je jen funkcí deformace, avšak komplikovanější
  - Binghamské tekutiny – tečou až od určitého napětí (patří sem např. suspenze křídy či vápna, odpadní kaly, zubní pasta, majonéza)
  - pseudoplastické tekutiny – viskozita klesá s rychlostí deformace (roztoky či taveniny polymerů)
  - dilatantní tekutiny – viskozita roste s rychlostí deformace (škrobové suspenze – např. 2 části kukuřičného škrobu ku 3 částem vody)
- viskoelastické tekutiny – tečou, ale zároveň si do určité míry „pamatují“ tvar a po odstranění napětí se částečně vrátí do původního tvaru (např. roztok polyethylenglykolu)
- s časovou závislostí – vlastnosti tekutiny jsou závislé na době působení napětí
  - tixotropní tekutiny – s dobou působení napětí viskozita klesá (nátěrové hmoty, laky se po delším působení štětce snáze roztírají a po skončení roztírání nestékají)
  - reopexní tekutiny – s dobou působení napětí viskozita roste (např. sádrová kaše nebo inkoust do tiskárny)

## Využití
Vzhledem k tomu, že mezi nelineárně viskózní látky patří např. roztoky a taveniny makromolekulárních látek (např. laky, asfalty, tělní tekutiny apod.), různé směsi používané ve stavebnictví a potravinářství, ropa atd., má znalost jejich chování značné praktické využití. U některých látek je pro průmyslové využití vhodné dosáhnout určitého chování (např. tixotropní laky).
Od roku 2022 je využita jako náplň tlumičů monopostů RedBull ve formuli 1